# Graneledone macrotyla
Graneledone macrotyla är en bläckfiskart som beskrevs av Voss 1976. Graneledone macrotyla ingår i släktet Graneledone och familjen Octopodidae. Inga underarter finns listade i Catalogue of Life.